# Attitydanalys
Attitydanalys eller tonalitetsanalys (engelska Sentiment analysis) i text eller tal syftar till att automatiskt känna igen vilken attityd en texts författare eller talare har till de ämnen som behandlas i texten. Detta görs för att till exempel kunna spåra hur en produkt eller tjänst uppskattas bland konsumenter, eller vilken opinion allmänheten har i någon politisk fråga. Området har sedan den första konferensen i ämnet  blivit ett viktigt tillämpningsområde i informationsåtkomst och språkteknologi.
Vanligen görs textanalys med hjälp av ordlistor med termer som uttrycker känslor eller sinnesstämningar och oftast begränsas analysen till positiv och negativ attityd. Utmaningar för attitydanalys är uttryck som är flertydiga, yttranden som behandlar flera ämnen samtidigt (och uppvisar olika attityder till dem), ironiska och sarkastiska yttranden, negerade uttryck, attityder som kan tolkas positivt eller negativt beroende på ämne och termer och uttryck som är föränderliga, nya eller oväntat attitudinella. 

## Enkla fall
Coronet är den vackraste båten.
Bertram har en djup V-botten och tar motsjö mycket väl.
Glassfärgade daycruisers från Florida är fula.
Jag ogillar gamla kabinbåtar.

## Svårare utmaningar
Jag ogillar inte kabinbåtar. (Värdeutlåtandet är negerat)
Ibland hatar jag verkligen RIB-båtar. (Värdeutlåtandet modifieras av ett satsadverbial)
Jag skulle verkligen älska en båttur i det här vädret. (Möjligen en ironisk sats)
Chris Craft är snyggare än Ockelbo. (Två varumärken nämns med ett värdeutlåtande)
Chris Craft är snyggare än Ockelbo men Ockelbo är mer klassisk på något sätt. (Två varumärken nämns med två värdeutlåtanden)
Det är en mycket spännande film med många otäcka överraskningar. (Delar av värdeutlåtandet är positivt med negativa termer)
Det blir ett mycket spännande hotellbesök med många otäcka överraskningar. (Liknar en positiv utsaga)
Jag älskar min mobil men jag skulle inte rekommendera den till några av mina vänner. (Värdeutlåtandet kvalificeras på ett komplicerat sätt)
Vilken oombapalumbafestival! (Nymyntade uttryck med kort livslängd kan hålla stark attitudinell laddning).